# Luz Machado
Luz Machado (Ciudad Bolívar, ngày 3 tháng 2 năm 1916 - 1999, bút danh: Ágata Cruz) là một nhà hoạt động chính trị, nhà báo và nhà thơ người Venezuela. Cô thành lập Hội Nhà văn Venezuela (Círculo Escritores de Venezuela) và là thành viên của Hiệp hội Bolivar (Sociedad Bolivariana). Cô là người nhận giải thưởng quốc gia về văn học.

## Sách
- Ronda
- Variacès en tono de amor
- Vaso de resplandor
- Canto al Orinoco
- Sonetos quý tộc y tình cảm
- Sonetos a la sombra de Sor Juana Inés de la Cruz
- Retratos y tormentos
- Crónicas sobre Guayana

## Giải thưởng
- Medalla de Plata, Asociación de Escritores Venezuela.
- Premio Nacional de Literatura de Venezuela, 1987.
- Orden Francisco Miranda, 1993